# Falmouth (Kentucky)
Falmouth – miasteczko w Stanach Zjednoczonych, w stanie Kentucky, siedziba administracyjna hrabstwa Pendleton. Według danych na rok 2011, w mieście mieszkało 2179 osób.